# Mạch đếm
Mạch đếm hay Counter là một mạch tích hợp thực hiện đếm và chứa số lần xảy ra sự kiện hoặc quá trình nào đó, thông thường thì có gắn với xung nhịp clock.

## Nguyên lý hoạt động

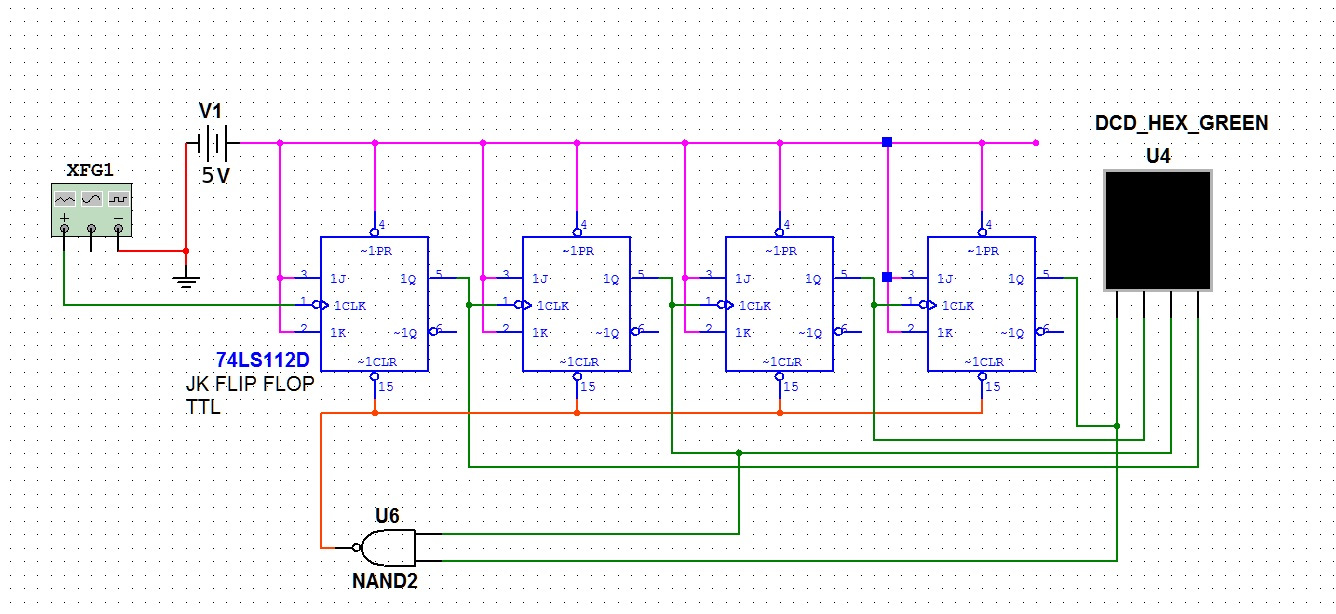
Mạch đếm thập phân lập bằng JK Flip-flops (74LS112D)

### Synchronous Counter
Synchronous Counter 

### Asynchronous Counter
Asynchronous Counter 